# Premio Martín Fierro 1959
Qui di seguito sono indicati i vincitori e i nominati del Martín Fierro 1959.
- Miglior attrice

Nomination: Rosa Rosen e Inda Ledesma
Vincitrice: Myriam de Urquijo (per la serie La vida de los otros)
- Miglior attore

Nomination: Luis Tasca e Narciso Ibáñez Menta
Vincitore: Pedro López Lagar
- Rivelazione

Nomination: Delma Ricci e Mirta Stupenengo
Vincitore: Luis Medina Castro
- Miglior attore comico

Nomination: Tato Bores e Ubaldo Martínez
Vincitore: Dringue Farías
- Miglior attrice comica

Nomination: Chela Ruiz e Nelly Lainez
Vincitrice: Olinda Bozán
- Miglior teleteatro

Nomination: -
Vincitore: Historia de jóvenes
- Miglior produzione artistica

Nomination: -
Vincitrice: Teatro de Arthur Miller
- Miglior programma musicale

Nomination: -
Vincitrice: El show de Miguel Amador
- Miglior programma periodico

Nomination: -
Vincitrice: Sala de periodistas
- Miglior programma di intrattenimento

Nomination: -
Vincitrice: Cabalgata Gillette hasta el infinito
- Miglior microprogramma

Nomination: -
Vincitrice: Mariano Perla
- Miglior animatore

Nomination: -
Vincitrice: Orlando Marconi
- Miglior annunciatore

Nomination: Guillermo Brizuela Méndez, Jorge Fontana e Rodolfo Aguirre Mencía
Vincitore: Adolfo Salinas
- Migliore annunciatrice

Nomination: -
Vincitrice: Nelly Trenti
- Regista teatrale

Nomination: Narciso Ibáñez Serrador (Ciclo de zarzuelas) e David Stivel (Historia de jóvenes)
Vincitore: Narciso Ibáñez Menta (Obras maestras del terror)
- Miglior sceneggiatura

Nomination: Osvaldo Dragún, Jorge Falcón e Emilio Villalba Welsh
Vincitore: Horacio S. Meyrialle
- Mejor dirección de cámara

Nomination:
Vincitore:
- Miglior trasmissione OB

Nomination: -
Vincitore: Club de hombres
- Miglior scenografo

Vincitore: Mario Vanarelli
- Miglior produzione pubblicitaria

Vincitrice: El show de Nat "King" Cole
- Miglior pubblicità slogan

Vincitrice: